# Bahrain persa
Bahrain persa fou una dependència de Pèrsia, inicialment de l'Imperi Safàvida i després dels seus successors, formada per les illes de Bahrain arrabassades al rei d'Ormuz dependent dels portuguesos, el 1602.
El 1602 el governador de Bahrein per compte del rei d'Ormuz, va ordenar executar a diversos comerciants rics i es va produir una revolta general dirigida per Rukn al-Din; Imam Kuli Khan, governador persa de Fars amb seu a Siraz, va acudir en ajuda dels rebels i va rebutjar el contraatac portuguès apoderant-se de Bahrain, arrabassant-la nominalment al rei d'Ormuz i, per tant, als portuguesos que en aquell moment tenien problemes en altres llocs. El xa de Pèrsia Abbas I va enviar una guarnició a les illes que es va establir a la fortalesa; Bahrein fou considerat en endavant una dependència de l'Imperi Safàvida depenent del governador de Kuh Gilu (a Luristan) amb seu a Behbahan; el control s'exercia més aprofitant les rivalitats dels clans locals que per la força; el xiisme es va desenvolupar extraordinàriament destacant el xeic Yusuf al-Bahrani; els perses van aprofitar al clergat xiïta per assegurar el domini i van estendre aquesta confessió; aquest sistema que va garantir el domini persa, va provocar al mateix temps una autonomia cada vegada més ample de les illes on va predominar la branca xiïta conservador dels akhbaris mentre a Pèrsia predominava el usulisme; el clergat insular era format en general per membres de les grans famílies locals de terratinents i comerciants de perles.
La invasió dels afganesos a Pèrsia a l'inici del segle xviii va fer caure l'estat safàvida. Aprofitant el buit de poder els omanites van envair les illes el 1717 i va seguir una sèrie de governants exteriors poc afortunats. El teòleg Yusuf al-Bahrani explica que els perses, aliats als beduïns locals, van intentar recuperar el control sense èxit però en les lluites gran part del país va quedar assolat; finalment els omanites van vendre les illes als perses però els dèbils monarques perses no van poder evitar la presa del poder per les tribus Huwala. El 1730 el nou xa afganès, Nadir Xah, va voler recuperar la sobirania persa a Bahrein i va ordenar al almirall Latif Khan (cap de la flota persa al golf Pèrsic) concentrar-se a Bushehr per la conquesta de les illes; la invasió es va produir el març o abril de 1736 aprofitant que el governant local el xeic Jubayr era a la Meca en peregrinació. Aquesta conquesta el posava enfront als omanites i Latif Khan va demanar ajuda a la Gran Bretanya i Holanda mercès als quals sembla que va consolidar el poder a les illes aquell any 1736.
Muhammad Taqi Khan va governar uns tres anys (1736-1739) però el poder persa era poc efectiu i després d'un període sota el govern de l'àrab de Pèrsia Saif ibn Sultan (1739-1740)la tribu àrab dels Abu Shahr, dirigits per la família dels Al-Madhkur, va prendre el control de les illes, control que es va consolidar sota Nasr I al-Makhdur (que va assolir el govern el 1753) mercès a la mort de Nadir Xah el 1754. Els Al-Madhkur van fer aliança amb la dinastia Zand, i les illes van gaudir d'autonomia però sota sobirania persa i lleialtat als Zand. En aquest temps les illes, que havien tingut 360 poblacions, només en tenien unes 60.
El 1782 va esclatar la lluita entre les forces de Nasr II al-Madhkur, el governador persa de Bahrain i Bushehr (que sembla que tenia el suport d'Oman) i les del clan Utbah, basat a Zubarah (Qatar). Nasr va aconseguir el suport dels governants autònoms de Bandar Rig, Bandar Ganaveh i Dashtestan reunint un exèrcit de 2.000 soldats manats pel seu nebot Muhammad al-Madhkur, que va atacar Zubarah però foren derrotats i es van haver de retirar davant la imminent arribada de reforços dels Utbah procedents de Kuwait. En revenja els Utbah dirigits per Ahmad al-Fatah van envair les illes Bahrain el 1783. Els historiadors no estan d'acord sobre qui va atacar primer però en tot cas els Utbah de Qatar, amb ajuda dels procedents de Kuwait, i de tribus del interior d'Aràbia, van culminar l'ocupació de Bahrain el 28 de juliol de 1783. Ahmed al-Fatah va governar Bahrain i gran part de Qatar (residint a les illes a l'estiu i la península al hivern) fins a la seva mort el 1796.

## Governadors
- 1602 Behjad Sultan
- 1602? - 3 Jun 1613 Allah-Vardi Khan Shirazi
- 1613? - 1633 Imam Quli Khan Shirazi
- 1633 - 16.. Davud Khan Shirazi
- 16..-1717 Desconeguts
- 1717-172? Governadors omanites
- 172? - 1736 Sheikh Jubayr (Jabara al-Holi)
- 1736 - 1739 Muhammad Taqi Khan
- 1739/40 Saif bin Sultan
- 1739/40 - 1753 ... Al-Makhdur
- 1753 - 177? Nasr I al-Makhdur
- 177? - 1783 Nasr II al-Makhdur (Nasireddin Shah Bushehri)